# Johann Walter
 Ikke at forveksle med den senere tyske musiker og komponist Johann Gottfried Walther, 1684-1748
Johann Walter (født 1496, død 1570) (Johann Blankenmüller / Johannes Walter) var en tysk kantor i den første tid af den lutherske reformation og udgiver af den første evangeliske korsangbog Geistliches Chorgesangbüchlein i 1524. Han arbejdede sammen med Martin Luther om dette og man antager at Luther leverede de fleste salmer, mens Walter havde mest at gøre med melodierne.